# Mario und der Zauberer (1994)
Mario und der Zauberer (1994) ist die freie Verfilmung der gleichnamigen Erzählung von Thomas Mann aus dem Jahre 1930. Regie führte Klaus Maria Brandauer, in den Hauptrollen spielten Julian Sands, Anna Galiena, Klaus Maria Brandauer, Pavel Greco und Rolf Hoppe. Produziert wurde der Film von der PROVOBIS Film GmbH in Co-Produktion mit dem ZDF und ORF.
Der Film wurde im südlichen Sizilien in Marzamemi gedreht. Die Produktionskosten betrugen 22 Millionen D-Mark.

## Handlung
In den späten 1920er-Jahren unternehmen der deutsche Schriftsteller Bernhard Fuhrmann und seine Familie einen Sommerurlaub im (fiktiven) italienischen Ferienort Torre di Venere. Zu jener Zeit des aufkommenden Faschismus erschweren jedoch einige Irritationen den Urlaub: Zunächst untersagt der Oberkellner des Grand-Hotels der Familie, die Speisen auf der Terrasse einzunehmen, da diese für die obere Klientel reserviert sei. Anschließend erfolgt eine Strafe durch den Polizeichef von Torre, weil die kleine Tochter am Strand kurze Zeit nackt zu sehen war, als sie ihren Badeanzug im Meer ausspülte. Zu guter Letzt wird auch noch die Leiche des Hoteldirektors gefunden; angeblicher Selbstmord lautet der Befund.
Trotz der Bitte der Ehefrau abzureisen, beschließt die Familie, noch einen Tag zu bleiben, da die Show des Zauberkünstlers Cipolla angekündigt wird. Cipolla erweist sich als eine diabolische Figur von markanter, aber hässlicher Erscheinung, die über erstaunliche hypnotische Fähigkeiten verfügt und diese virtuos gegen sein Publikum einzusetzen weiß. So lässt er beispielsweise einen Zuschauer wie ein Brett erstarren, um ihn als Sitzbank benutzen zu können. Als Cipolla schließlich zum sensationellen Höhepunkt kommt und die junge Silvestra zwingt, ihn zu küssen, indem er ihr vorgaukelt, sie liebe ihn (statt des jungen Hilfskellners Mario), eskaliert die Situation: Aus der Hypnose erwacht, erkennt Silvestra die Demütigung und versucht Cipolla zu erschießen. Die Kugel verfehlt jedoch ihr Ziel und trifft unglücklicherweise Mario, der seiner Schussverletzung erliegt.

## Kritik
„Brandauer enttäuscht mit seiner Adaption: Er ignorierte wichtige Passagen und änderte den Schluss. Fazit: Schwacher Abglanz einer großen Vorlage“

„Auch wenn der hervorragend gespielte Film der Tragfähigkeit der Vorlage als einer Art Psychologie des Faschismus nicht immer traut und manches allzu plakativ und holzschnittartig ausfällt, überzeugt er als Stimmungsbild einer Zeit im Umbruch, das ungebrochen aktuelle Fragen nach Verführung und Verführbarkeit, Fremdenhass und Intoleranz stellt.“

## Unterschiede zur literarischen Vorlage
Die Verfilmung verwendet seine Vorlage sehr frei, sodass einige deutliche Unterschiede zwischen Film und Buch erkennbar sind:
- Der Wettstreit der örtlichen Kellner im Balancieren von Spaghetti findet im Roman keine Erwähnung.
- Auch der Selbstmord des Hoteldirektors ist eine Erfindung des Films.
- Der Zauberer wird am Ende von Silvestra, nicht, wie in der Erzählung, von Mario geküsst.
- Während in Thomas Manns Novelle Cipolla am Ende von Mario erschossen wird, ist es im Film Silvestra, die den Zauberkünstler erschießen will, dabei jedoch Mario trifft.
- Im Film ist Silvestra die Tochter der Pensionswirtin Angiolieri, im Buch hingegen wird diese Verwandtschaftsbeziehung nicht erwähnt.[6]
- Die Novelle ist aus der Ich-Perspektive des Familienvaters erzählt und seine Familie bleibt namenlos, im Film erhält sie den Namen Fuhrmann.
- Vater Fuhrmann zeigt im Film eine kritische Haltung gegenüber der politischen Situation, während er im Buch eine mehr passive Rolle spielt.